# سر ویلیام تمپل

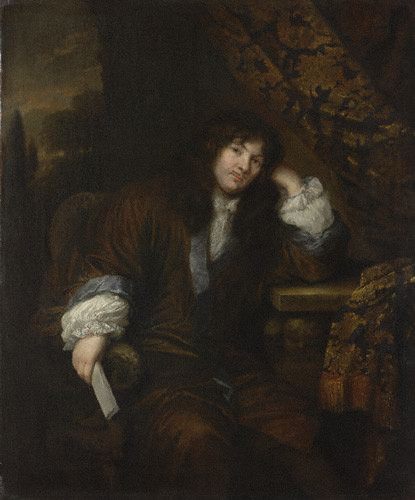
سر ویلیام تمپل در جامهٔ راحتی

سر ویلیام تمپل، بارون یکم (۲۵ آوریل ۱۶۲۸ – ژانویه ۱۶۹۹) یک سیاستمدار و مقاله‌نویس انگلیسی بود.

## زندگی‌نامه
ویلیام فرزند سر جان تمپل از دوبلین و برادرزاده دکتر توماس تمپل بود. او در لندن زاده شد و در کالج امانوئل کمبریج درس خواند، تمپل به اروپا سفر کرد و چند بار عضو پارلمان ایرلند شد. او به عنوان یک دیپلمات به رایزنی برای ازدواج ویلیام سوم انگلستان با ماری دوم پرداخت تا مثلث لاهه شکل گیرد. در بازگشت به انگلیس او به مشورت چارلز دوم نشست لیکن موافق سیاست‌های او نبود و پس از رد نظراتش بازنشست شده و به خانه‌اش رفت.
او باغی خرید و تا آخر عمر در آنجا دوران بازنشستگیش را سپری کرد. وی در انقلاب باشکوه هم شرکت نکرد و مقام استانداری که به او شد را رد کرد.